# 1166 Сакунтала
1166 Сакунтала (1166 Sakuntala) — астероїд головного поясу, відкритий 27 червня 1930 року.
Тіссеранів параметр щодо Юпітера — 3,344.